# Norman Z. McLeod
Pour les articles homonymes, voir Norman McLeod et McLeod.
Norman Zenos McLeod, né le 20 septembre 1898 à Grayling, Michigan (États-Unis) et mort le 27 janvier 1964 à Hollywood (Californie), est un réalisateur et scénariste américain.

## Biographie
McLeod a commencé sa carrière comme animateur, et se forme au sein de la Christie Film Company. Après la guerre, il est l'assistant de William Wellman pour le film Les Ailes. Sa première réalisation est Taking a Chance. Il produit ses meilleurs films avec la Paramount dans les années 1930.

## Filmographie

### Comme réalisateur

#### Cinéma
- 1928 : Taking a Chance
- 1930 : Along Came Youth
- 1931 : Finn and Hattie
- 1931 : Monnaie de singe (Monkey Business)
- 1931 : Touchdown
- 1932 : The Miracle Man
- 1932 : Plumes de cheval (Horse Feathers)
- 1932 : Si j'avais un million (If I Had a Million), film collectif
- 1933 : A Lady's Profession (en)
- 1933 : Mama Loves Papa
- 1933 : Alice au pays des merveilles (Alice in Wonderland)
- 1934 : Melody in Spring
- 1934 : Many Happy Returns (en)
- 1934 : Une riche affaire (It's a Gift)
- 1935 : Féeries de femmes (Redheads on Parade)
- 1935 : Folie douce (Here Comes Cookie)
- 1935 : Coronado
- 1936 : Vingt-cinq Ans de fiançailles (Early to Bed)
- 1936 : La Chanson à deux sous (Pennies from Heaven)
- 1936 : Mind Your Own Business
- 1937 : Le Couple invisible (Topper)
- 1938 : Madame et son clochard (Merrily We Live)
- 1938 : La Pauvre Millionnaire (There Goes My Heart)
- 1938 : Fantômes en croisière (Topper Takes a Trip)
- 1939 : Remember?
- 1940 : Le Petit Monde (Little Men)
- 1941 : Le Procès de Mary Dugan (The Trial of Mary Dugan)
- 1941 : Divorce en musique (Lady Be Good)
- 1942 : Les Belles Filles de l'Ouest (Jackass Mail)
- 1942 : Panama Hattie
- 1943 : L'Irrésistible Miss Kay (The Powers Girl)
- 1943 : Swing Shift Maisie
- 1944 : Le Fantôme de Canterville (The Canterville Ghost) coréalisé avec Jules Dassin
- 1946 : Le Laitier de Brooklyn (The Kid from Brooklyn)
- 1947 : La Vie secrète de Walter Mitty (The Secret Life of Walter Mitty)
- 1947 : En route vers Rio (Road to Rio)
- 1948 : Les Filles du major (Isn't It Romantic?)
- 1948 : Visage pâle (The Paleface)
- 1950 : Maman est à la page (Let's Dance)
- 1951 : Espionne de mon cœur (My Favorite Spy)
- 1952 : N'embrassez pas les Wacs' ! (Never Wave at a WAC)
- 1954 : La Grande Nuit de Casanova (Casanova's Big Night)
- 1957 : Un pigeon qui pige ou L'Évadé récalcitrant  (Public Pigeon No. One)
- 1959 : Ne tirez pas sur le bandit (Alias Jesse James)

#### Télévision
- 1960 : Celebrity Golf (série télévisée)
- 1960 : Ben Blue's Brothers (TV)

### Comme scénariste
- 1927 : Le Don Juan du cirque (Two Flaming Youths) de John Waters
- 1928 : None But the Brave
- 1928 : Les Rois de l'air (The Air Circus) de Howard Hawks
- 1931 : Skippy, de Norman Taurog
- 1931 : Sooky
- 1939 : Remember? de lui-même